# Caconeura obscura
Caconeura obscura är en trollsländeart som först beskrevs av Fraser 1933.  Caconeura obscura ingår i släktet Caconeura och familjen Protoneuridae. Inga underarter finns listade i Catalogue of Life.